# Chrom
Chrom (též chróm; chemická značka Cr, latinsky chromium) je světle šedý, lesklý, velmi tvrdý a zároveň křehký kov. Používá se v metalurgii při výrobě legovaných ocelí a dalších slitin, tenká vrstva chromu chrání povrch kovových předmětů před korozí a zvyšuje jejich tvrdost. Název je odvozen z řeckého slova χρῶμα / chrōma „barva“, neboť mnohé sloučeniny chromu jsou výrazně zbarvené. Za českého obrození razili puristé pro chróm pojmenování barvík, to se však nakonec neujalo.

## Základní fyzikálně-chemické vlastnosti

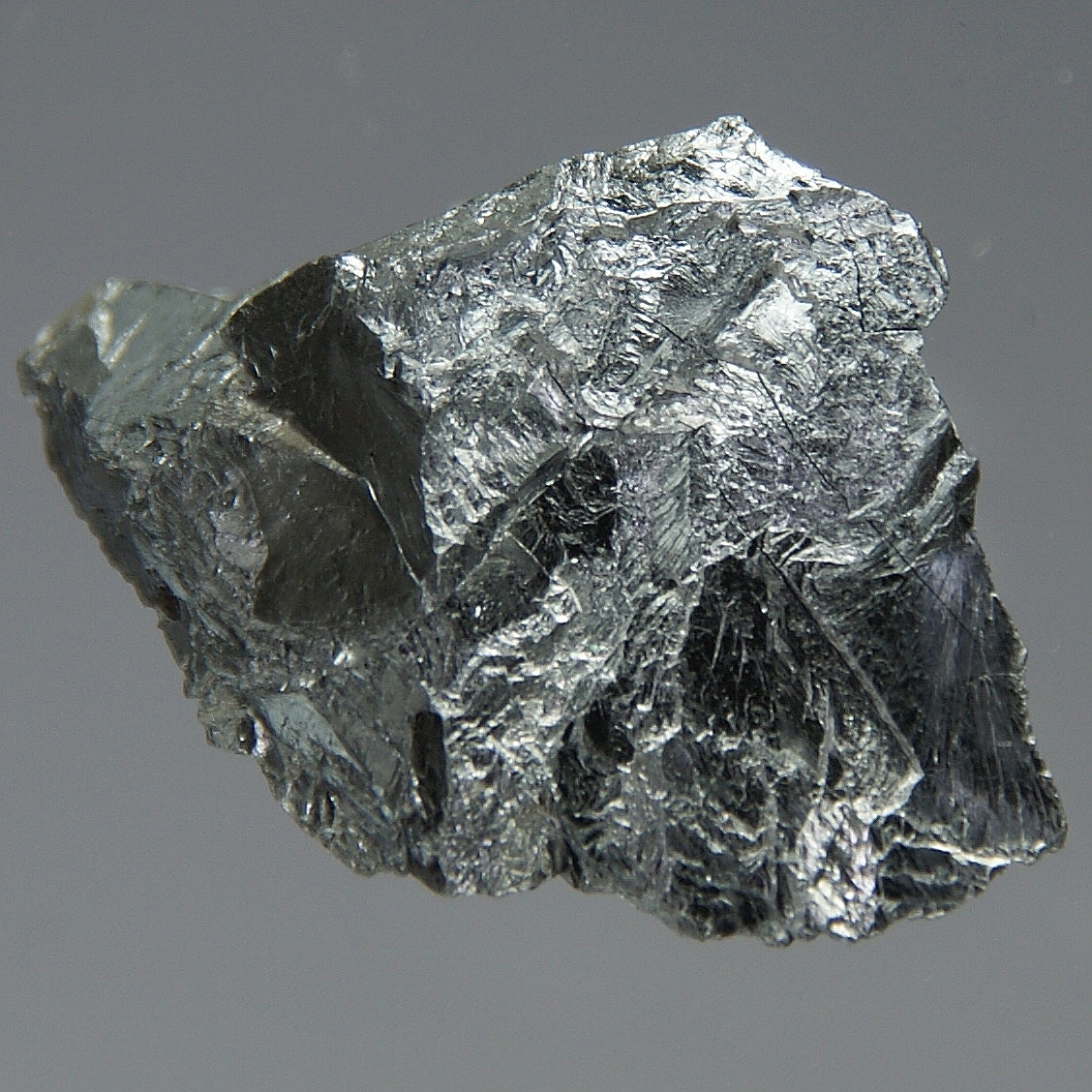
Čístý chrom

Chrom je nejtvrdším elementárním kovem a vyznačuje se mimořádně nízkou reaktivitou a vysokou chemickou odolností. Byl objeven roku 1797 Louisem Nicolasem Vauquelinem. Patří mezi přechodné prvky, které mají valenční elektrony v d-sféře.
Ve sloučeninách se vyskytuje především v mocenství Cr3+ a Cr6+, sloučeniny Cr2+ jsou silnými redukčními činidly a za normálních podmínek jsou oxidovány vzdušným kyslíkem na trojmocné. Některé jeho sloučeniny mají oxidační číslo Cr4+.
Přes svoji značnou chemickou stálost se chrom pomalu rozpouští v neoxidujících kyselinách (kyselina chlorovodíková), zatímco kyseliny s oxidačním působením povrch kovu pasivují. Chrom se oxiduje při zahřívání v kyslíkovém plameni nebo s oxidačními činidly, jako jsou dusičnany nebo chlorečnany. Přímo se také slučuje s halogeny, se sírou, dusíkem, uhlíkem, křemíkem, borem a některými kovy, avšak teprve za žáru.

## Výskyt a výroba

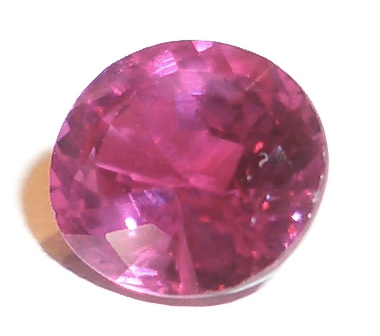
Rubín zabarvený červeně malým množstvím chromu

Chrom patří mezi prvky s poměrně značným zastoupením na Zemi i ve vesmíru. V zemské kůře činí průměrný obsah chromu kolem 0,1–0,2 g/kg. V mořské vodě se jeho koncentrace pohybuje pouze na úrovni 0,05 mikrogramů v jednom litru. Předpokládá se, že ve vesmíru připadají na jeden atom chromu přibližně 3 miliony atomů vodíku.
V přírodě se chrom vyskytuje velmi často současně s rudami železa například jako ruda chromit, chemicky podvojný oxid železnato-chromitý FeO·Cr2O3. Dalším důležitým minerálem chromu je krokoit, chemicky chroman olovnatý PbCrO4. Malá množství chromu přispívají k zabarvení drahokamů smaragdu a rubínu.
Největší světové zásoby chromu jsou v Jihoafrické republice, která vyrábí přibližně polovinu veškeré světové produkce tohoto kovu. Dalšími význačnými producenty chromu jsou Kazachstán, Indie a Turecko.
Hlavním postupem metalurgického získávání chromu je redukce chromitu uhlíkem (koksem) ve vysoké peci:
FeCr2O4 + 4 C → Fe + 2 Cr + 4 CO
Výsledkem je přitom slitina chromu se železem – ferrochrom, který lze dále přímo používat při legování speciálních ocelí a slitin s obsahem Fe a Cr.
Výroba čistého chromu je poněkud komplikovanější. Nejprve je z chromové rudy působením roztaveného hydroxidu sodného (NaOH) připraven dichroman sodný Na2Cr2O7, který je uhlíkem redukován za vzniku oxidu chromitého Cr2O3. Posledním krokem je redukce oxidu hliníkem nebo křemíkem za vzniku elementárního chromu.
Cr2O3 + 2 Al → 2 Cr + Al2O3

## Využití

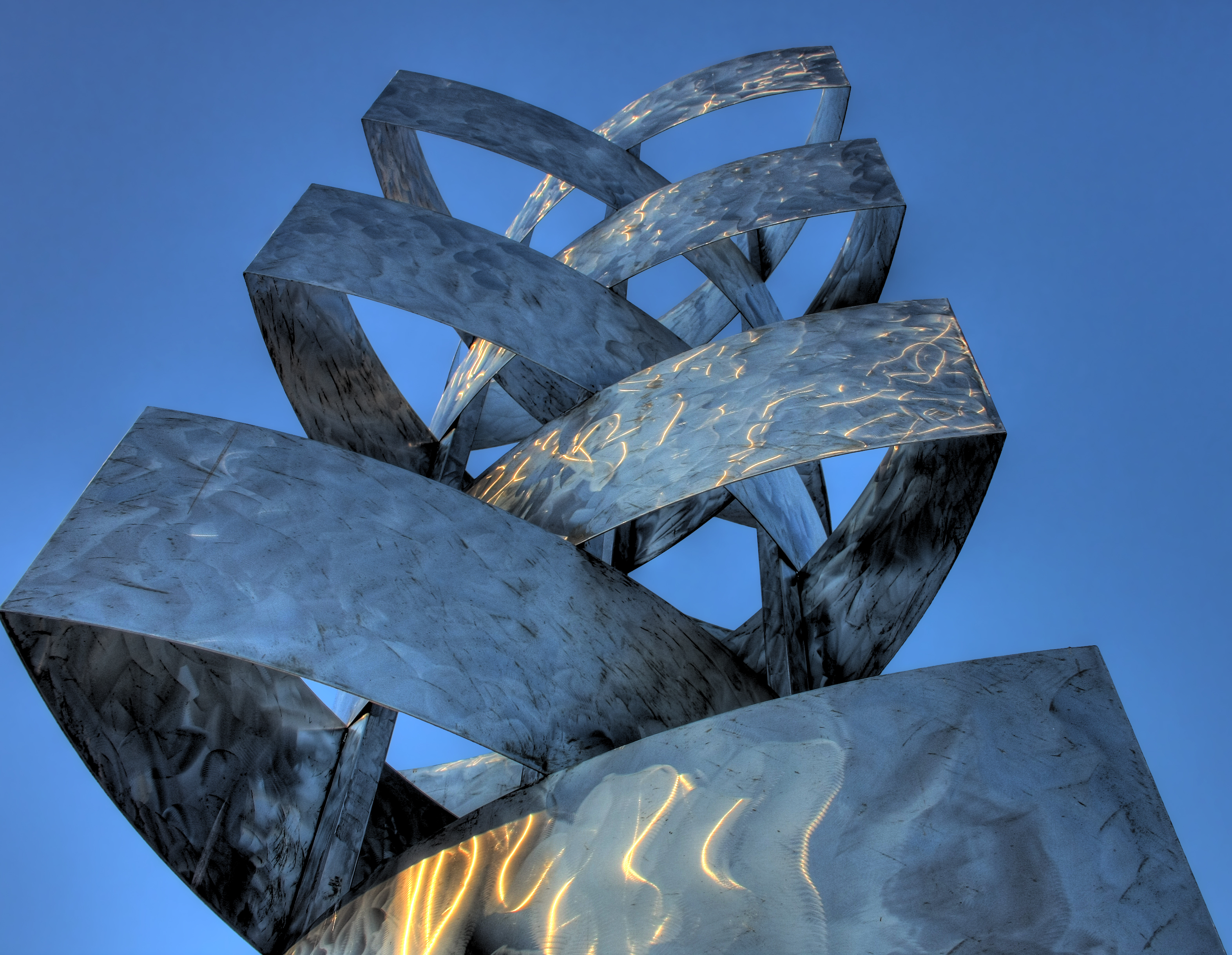
Socha Počátek z nerezové oceli, Švédsko

Největší podíl světové produkce chromu najde jednoznačně využití v metalurgickém průmyslu především při výrobě legovaných ocelí. Obsah chromu ve slitině určuje především její tvrdost a mechanickou odolnost. Od obsahu cca 12 % Cr rozpuštěného v tuhém roztoku je ocel korozivzdorná (pasivace povrchu). Cr zlepšuje také její žáruvzdornost a žárupevnost. U nástrojových ocelí se používá jako legura pro zvýšení prokalitelnosti a tvrdosti (tvorba speciálních karbidů chromu). Podobné druhy ocelí s nižším zastoupením chromu slouží k výrobě geologických vrtných nástrojů, vysoce výkonných nožů pro stříhání kovů, frézovacích nástrojů pro opracování dřeva a v řadě podobných aplikací. Možnost kalitelnosti a korozivzdornosti ocelí legovaných Cr se využívá u chirurgických nástrojů, v potravinářském průmyslu, vodních strojích (odlitky vodních turbín) atd. Chrom se také přidává do mosazi, aby se tím zvětšila její tvrdost.
V každodenním životě se s chromem setkáme spíše jako s materiálem, chránícím kovové povrchy před korozí za současné zvýšení jejich estetického vzhledu. Klasickým příkladem je chromování chirurgických nástrojů i jiných zařízení používaných v medicíně (sterilizátory, zubařské nástroje a podobné předměty sloužící k vyšetření pacienta). V civilním životě nalezneme chromované předměty často ve vybavení koupelen, jako součást luxusních automobilových doplňků a v řadě dalších aplikací.

## Sloučeniny

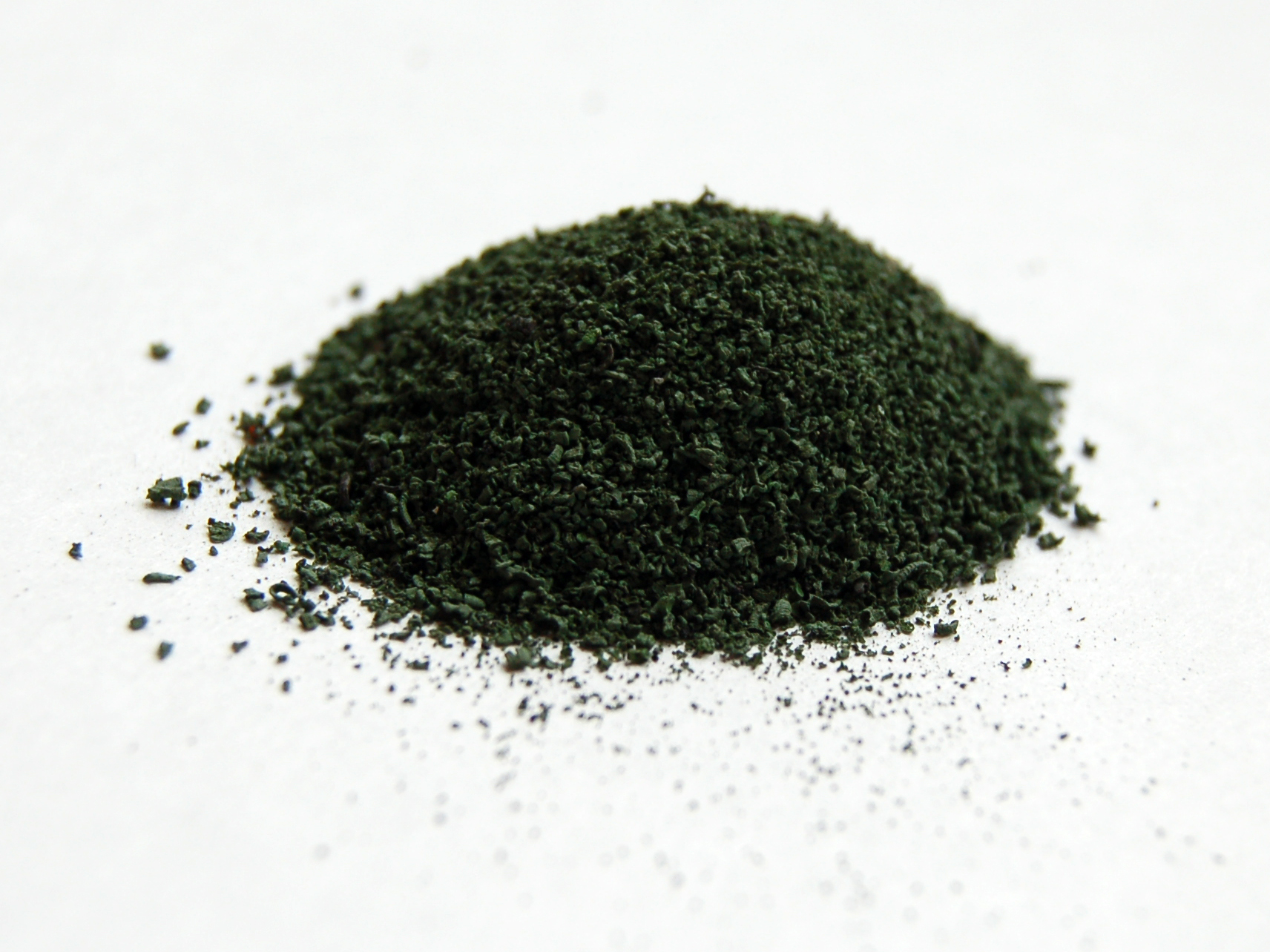
Oxid chromitý

Ve sloučeninách se chrom vyskytuje v mocenství Cr2+, Cr3+ a Cr6+, výjimečně se setkáme i se sloučeninami Cr4+ a Cr5+.
Sloučeniny dvojmocného chromu jsou silná redukční činidla, působením vzdušného kyslíku se samovolně oxidují za vzniku Cr3+. Prakticky se využívají v analytické chemii při reduktometrických titracích jako jedny z nejsilnějších redukčních činidel. Obvykle se přitom připravují až v roztoku redukcí chromitých solí v kyselém prostředí zinkovým amalgámem, nad nímž jsou také dlouhodobě uchovávány bez přístupu vzduchu nad zinkovým amalgámem s kyselinou, což umožní uchovat kyselý roztok chromnaté soli i po dobu několika měsíců. Významnější a stálejší chromnaté soli jsou chlorid chromnatý CrCl2 lépe Cr2Cl4 a síran chromnatý CrSO4 a jeho podvojné soli.
Sloučeniny trojmocného chromu jsou neomezeně stálé a mají obvykle zelenou barvu. Soli trojmocného chromu slouží také ve sklářském průmyslu k barvení skla a kožedělném průmyslu při činění kůží.
- Oxid chromitý Cr2O3 se používá jako barevný pigment pod označením chromová zeleň. Oxid chromitý je inertní látka, protože se nerozpouští ve vodě, v kyselinách ani v zásadách. V laboratoři se velmi často připravuje efektní reakcí, tepelným rozkladem dichromanu amonného, známou jako sopka.

(NH4)2Cr2O7 → N2 + Cr2O3 + 4 H2O
- Hydroxid chromitý Cr(OH)3 je šedozelená sraženina, která vzniká reakcí chromitých kationů s hydroxidovými aniony. V kyselém prostředí se rozpouští na chromité soli.

Cr(OH)3 + 3 HCl → CrCl3 + 3 H2O
V zásaditém prostředí se rozpouští na chromitany.
Cr(OH)3 + OH− → [Cr(OH)4]−
Z chromitanů se reakcí s oxidačními činidly připravují chromany.
[Cr(OH)4]− + 2 H2O2 → CrO42− + 4 H2O
- Chlorid chromitý CrCl3 je v bezvodém stavu červenofialová látka. Z vodného roztoku lze získat chlorid chromitý jako hexahydrát CrCl3·6H2O, který má smaragdově zelenou barvu. Chlorid chromitý tvoří s jinými chloridy komplexy, které mají nejčastěji složení M2CrCl5 pentachlorochromitanový anion(M - alkalický kov nebo amonný kation). Tyto látky mají nejčastěji červenou barvu a jsou stálé pouze v koncentrovaných roztocích v přítomnosti chlorovodíku. Ve zředěných roztocích se komplex rozpadá na původní chloridy.
- Síran chromitý Cr2(SO4)3 je v bezvodém stavu bílý prášek. Z vodného roztoku lze získat síran chromitý jako oktadekahydrát Cr2(SO4)3·18H2O. Při zahřívání se z krystalů síranu chromitého odštěpuje voda a vznikají zeleně zbarvené sírany chromité, které mají proměnné složení a jsou méně rozpustné ve vodě.
- Kamenec chromitý KCr(SO4)2·12H2O neboli dodekahydrát síranu draselnochromitého je tmavěfialová látka, která se používá v barvířství a koželužství.

Sloučeniny čtyřmocného chromu
- Oxid chromičitý CrO2 se používá jako záznamový materiál, protože má feromagnetické vlastnosti.

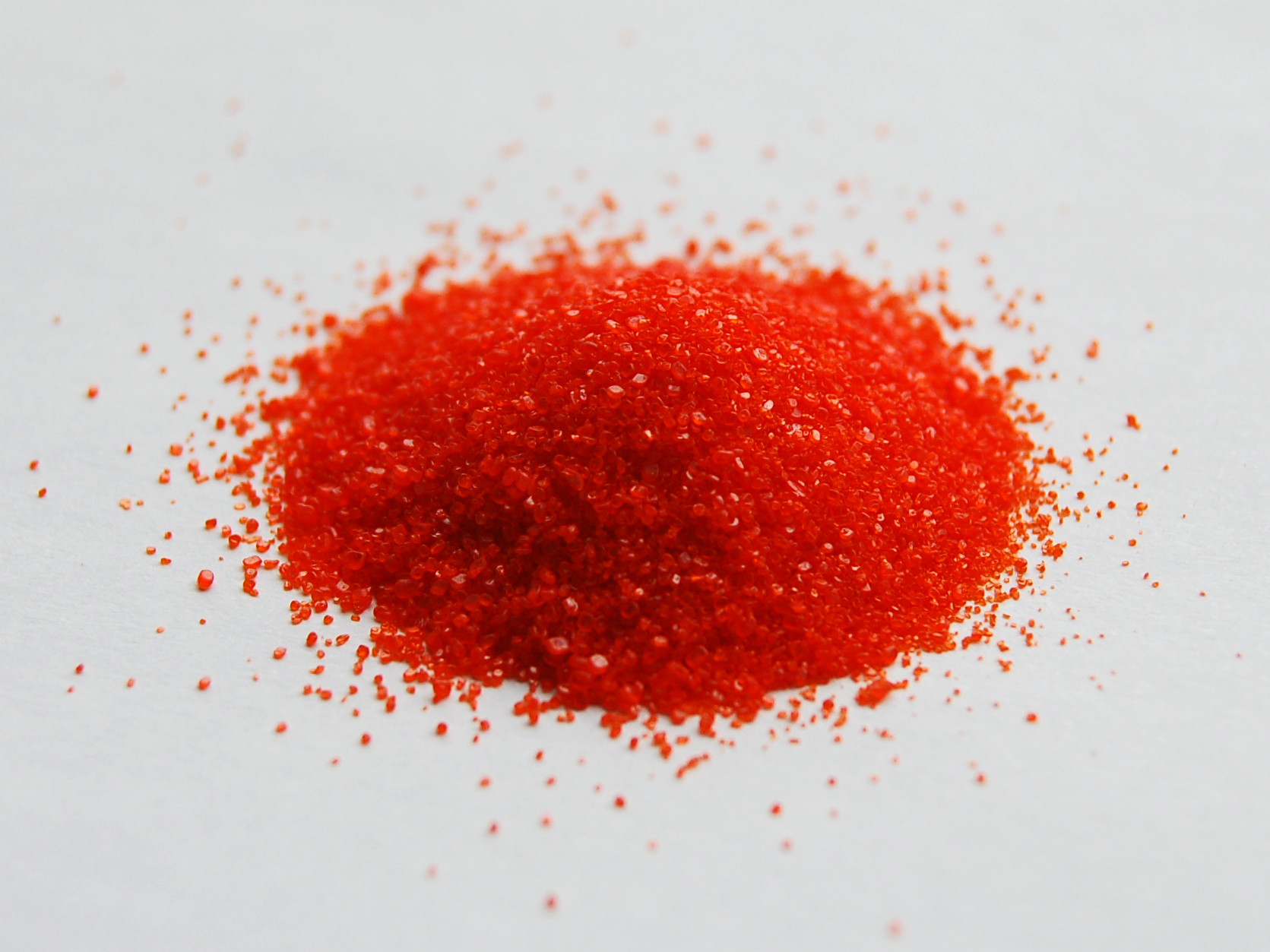
Krystalický dichroman draselný

Sloučeniny šestimocného chromu jsou středně silnými oxidačními činidly. Prakticky se s nimi setkáme jako se solemi kyseliny chromové, chromany(CrO4)2− nebo kyseliny dichromové, dichromany (Cr2O7)2−. Chromany a dichromany v roztocích mohou navzájem přecházet mezi sebou v závislosti na pH prostředí. Přitom platí, že chromany jsou stálé v alkalickém prostředí a mají obvykle žlutou barvu. Dichromany jsou oranžové a jsou stabilní v kyselém pH.
2 CrO42−+ 2 H+ → Cr2O72− + H2O
Cr2O72− + 2 OH− → 2 CrO42− + H2O
- Oxid chromový CrO3 je tmavěčervená látka, velmi silně hygroskopická, která vzniká reakcí dichromanu s koncentrovanou kyselinou sírovou. Má hořkokyselou chuť a je silně jedovatý. Při poutání vzdušné vlhkosti se oxid chromový postupně mění v zlatožlutou kyselinou chromovou H2CrO4, která je známa pouze v roztoku.
- Dichroman draselný K2Cr2O7 se používá v analytické chemii jako primární oxidimetrický standard pro titrace, protože jej lze připravit ve velmi vysoké čistotě a je prakticky neomezeně stálý. Dichroman draselný se často používá jako oxidační činidlo v reakcích.
- Chroman olovnatý PbCrO4 se v přírodě vyskytuje jako nerost krokoit. Je to žlutá, ve vodě nerozpustná sloučenina. Chroman olovnatý je rozpustný v roztocích hydroxidů, kdy dochází k tvorbě hydroxoolovnatanů. Při působení malého množství hydroxidu, vzniká z chromanu olovnatého zásaditý chroman olovnatý PbCrO4. Pb(OH)2, který má červenou barvu a používá se jako barva chromová červeň.

Při výrobě barev je důležitý hlavně chroman barnatý BaCrO4, známý pod označením žlutý ultramarín a chroman olovnatý PbCrO4 – chromová žluť a dnes už méně známá podvojná sůl chromanu zinečnatého a dichromanu draselného 3ZnCrO4·K2Cr2O7 známá pod názvem zinková žluť.
Inhalace sloučenin šestimocného chromu vede k poškození dýchacích cest, nejčastěji perforace nosní přepážky a bronchitidy. U dlouhodobé expozice na kůži dochází ke vzniku dermatitidy, ekzémů a tzv. chromových vředů. Sloučeniny šestimocného chromu vyvolávají také rakovinu plic.

## Biologický význam
Biologické účinky chromu jsou silně závislé na mocenství, ve kterém se do organismu dostává. Trojmocný chrom je pokládán v malém množství za nezbytnou součást každodenní potravy. Naopak šestimocný chrom působí negativně a Mezinárodní agentura pro výzkum rakoviny ho klasifikovala jako lidský karcinogen.
Z těchto důvodů je při provádění zdravotních studií nutno důsledně zkoumat ne pouze obsah chromu v prostředí, ale především to, v jaké formě (mocenství) se tento prvek setkává s živými organizmy.
Z potravin bohatých na trojmocný chrom lze uvést především melasu a přírodní hnědý cukr, červenou řepu, lesní plodiny, kvasnice a pivo. V prodávaných potravinových doplňcích se obvykle používá organická sloučenina pikolinát chromitý, který však u pokusných zvířat způsoboval poškození chromozomů ovariálních buněk. Doporučená denní dávka je přibližně 0,1 mg chromu.[zdroj⁠?!]
Dostatečný obsah chromu v organizmu je důležitý pro správný metabolismus cukrů a tuků.[zdroj⁠?!] Pomáhá stabilizovat hladinu krevního tuku a tlumí chuť na sladké potraviny.[zdroj⁠?!] Farmaceutické přípravky s obsahem chromu jsou vhodné ke kontrole tělesné hmotnosti a také jako doplněk sportovní stravy pro údajný, ovšem neprokázaný růst svalové hmoty – viz kulturistika.[zdroj⁠?!]

## Kontaminace
Ke kontaminaci chromem dochází zejména na místech, kde byl provozován některý typ průmyslových činností jako jsou
koželužny, strojírny, slévárny, textilky, chemické výroby nátěrových hmot, pigmentů a smaltů nebo sklárny a keramické závody.

## Regulace
Vzhledem ke škodlivosti chromu jsou zavedeny v České republice limity pro koncentrace jeho sloučenin v pracovním prostředí, a to pro sloučeniny šestimocného chromu na 0,1 mg·m−3 a pro ostatní sloučeniny chromu na 1,5 mg·m−3.
Směrnice 2002/95/ES – RoHS – od 1. července 2006 omezuje použití šestimocného chromu v z elektrických a elektronických zařízení v Evropské unii.
Vypouštění chromu do životního prostředí je v České republice povinné ohlašovat do integrovaného registru znečišťování, pokud podnik vypouští do ovzduší, vody nebo v odpadech více než 50 kilogramů.
Evropská agentura pro chemické látky zařadila některé ze sloučenin chromu mezi látky vzbuzující mimořádné obavy.